# Dècada del 1910

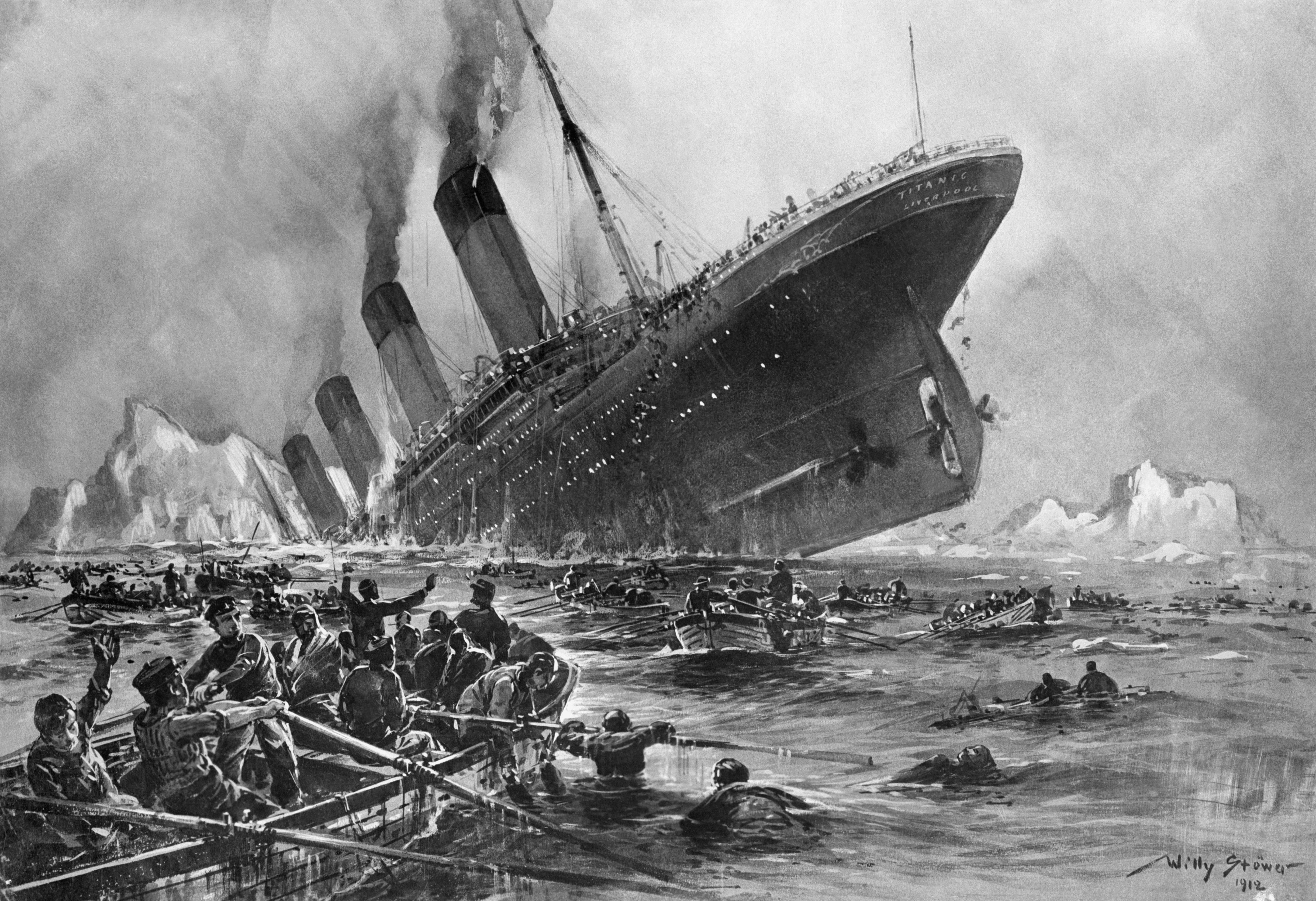
Enfonsament del Titànic

## Esdeveniments
- 1912: Enfonsament del Titanic
- 1914-1918: Primera Guerra Mundial
- 1916: Aixecament a Irlanda contra el Govern britànic
- 1917: Revolució Russa i independència de Finlàndia

## Personatges destacats
- Emperador Guillem II d'Alemanya
- Raymond Poincaré
- Georges Clemenceau
- Papa Pius X
- Papa Benet XV
- Tsar Nicolau II
- Vladímir Lenin
- Francesc Josep I d'Àustria
- Francesc Ferran d'Àustria
- Alfons XIII
- Jordi V del Regne Unit
- H.H. Asquith
- David Lloyd George
- Woodrow Wilson